# Tahir Youssouf Boy
Tahir Youssouf Boy est un militaire tchadien. Il est le frère d'Idriss Youssouf Boy, longtemps l'un des plus proches conseillers du président Mahamat Idriss Déby.

## Biographie
En mai 2014, Tahir Youssouf Boy est élevé au grade de général de brigade.
Il est blessé le 1er avril 2017 à Farcha lors d'une course poursuite engagée contre un militaire mécontent de son affectation qui venait d'assassiner son supérieur, le commandant de bataillon Bichara Teguene Diguim, appartenant à la direction générale de Service de sécurité des institutions de l’État (DGSSIE).
Le général de brigade, Tahir Youssouf Boye est nommé directeur général des renseignements militaires le 13 aout 2018. en remplacement du général Mahamat Ismaïl Chaïbo.
Il est nommé le 19 novembre 2019 à la tête de la Garde nationale et nomade du Tchad (GNNT), succédant au général de brigade Ahmat Goukouni Mourali.
En 2021, il est président de la commission mixte de désarmement,.
Tahir Youssouf Boy est le fils du général Youssouf Boy, décédé en février 2008, qui était l'ancien commandant de la Garde présidentielle et beau-frère du président Idriss Déby (mari de sa sœur cadette).